# Nicolas Perruchot de Longeville
Pour les articles homonymes, voir Perruchot.
Nicolas Marie Bernard Perruchot, sieur de Longeville (né à Paris le 26 décembre 1756 exécuté à Paris le 20 juin 1794), maire de Saint-Malo en 1793.

## Biographie
Nicolas Perruchot est le fils de Bernard Perruchot sieur de Longeville et de Anne Marie Josèphe Baconnière (1733-1776) .
Il  est « Directeur Général des Fermes du Roi » lorsqu'il acquiert en 1791 pour 90.000 libres le domaine des Ormes en Épiniac un bien national confisqué à  l'évêché de Dol. C'est dans ce château que son beau père l'architecte Richard Mique seigneur d'Heillecourt (1728- exécuté le 8 juillet 1794 à Paris)  se réfugie en février 1793 et est arrêté en octobre de la même année. Nicolas Perruchot qui avait été élu maire de Saint-Malo le 6 mai 1793 vient se mettre à la disposition du Comité de Surveillance de Saint-Malo  qui le destitue et l'arrête également à la demande de Jean-Baptiste Le Carpentier en décembre. Il est transféré à Paris à la Conciergerie le 28 mai 1794 avec 28 autres malouins. Accusé de fédéralisme et de  modérantisme il est condamné par le Tribunal révolutionnaire le 20 juin 1794 et exécuté à la Barrière du Trône le même jour.
Il avait épousé à Versailles le 1er septembre 1785 Marguerite Mique (1758-1800) dont six enfants.